# Senešci
Senešci este o localitate din comuna Ormož, Slovenia, cu o populație de 233 de locuitori.